# Смирнов, Борис Васильевич
Борис Васильевич Смирнов (1881—1954) — русский и советский художник-живописец, член Товарищества передвижников, Объединения художников-реалистов (ОХР), Союза советских художников.

## Биография
Родился во Владикавказе в семье генерал-майора в отставке, преподавателя математики В. Ф. Смирнова.
Первоначальное художественное образование Б. В. Смирнов получил в Киеве, в художественной школе Н. И. Мурашко. Дальнейшее обучение Б. В. Смирнова проходило в Петербурге. Там он учился в студии академика Л. Е. Дмитриева-Кавказского, затем — в Петербургской Академии Художеств по классу пейзажной живописи у профессора А. А. Киселёва. Выставляет свои картины на «Весенних выставках» в Академии и участвует на выставке «Общества петербургских художников».
По окончании обучения в Академии Художеств, получив право работать преподавателем рисования, Б. В. Смирнов вынужден был оставить Петербург и переехать на юг из-за туберкулеза. Здесь началась его педагогическая деятельность. Сначала он преподавал рисование в гимназии в г. Екатеринославе; позже он участвовал в создании Учительского института (впоследствии — Педагогического) в Екатеринославе.
Ещё в годы студенчества Б. В. Смирнов начал экспонировать свои произведения на различных выставках, выполнял много иллюстраций для детских книг и журналов.
Его произведения были представлены на выставке Товарищества передвижников, Первой передвижной выставке живописи и графики, состоявшейся в Москве в 1929 году, выставках, посвященных двадцатилетию ВЛКСМ и двадцатилетию Красной Армии, первой выставке акварельной живописи московских художников (1937 г.), выставке «Пейзажи нашей Родины» (1942 г.), выставке работ художников-педагогов Москвы (1970 г.). Б. В. Смирнов принимал участие во всех выставках Объединения художников-реалистов. Его работы были представлены также на выставке учебных картин по географии (1960 г.) и на нескольких выставках произведений из коллекции Р. М. Вугиной (1974, 1975, 1976 и 1977 гг.).
Достойными продолжателями творческих традиций семьи стали сын художника профессор живописи Г. Б. Смирнов и внук А. Г. Смирнов — один из ярчайших художников поколения нонконформистов-шестидесятников, писатель и публицист.
В разное время в Москве были организованы две персональные выставки Б. В. Смирнова. После смерти художника в 1956 г. в Художественном музее г. Днепропетровска и в 1957 г. в Москве состоялась посмертная выставка его произведений.
В 1903 г. участвует как художник в экспедиции Географического общества в Среднюю Азию. Путевой дневник художника был опубликован отдельной книгой «В степях Туркестана» (1914 г.). Во время Русско-японской войны 1904—1905 гг. Б. В. Смирнов отправился на фронт добровольцем (призыву он не подлежал). После возвращения с войны Б. В. Смирнов поселился на юге Украины в Павлограде, где преподавал рисование в гимназии. Здесь он познакомился со своей будущей женой — детской писательницей Е. А. Павловой, также преподавательницей гимназии.
1911—1920 гг. — участвует на выставках Общества Екатеринославских художников и организует выставки картин при Екатеринославском научном обществе для рабочих Брянского завода, где преподает рисование и читает историю искусств на рабочих курсах.
1913 г. — участвует на выставке художников в Одессе и иллюстрирует классиков и детские книги.
Ещё в Петербурге Б. В. Смирнов принимал участие в студенческих сходках и распространял подпольную литературу, был под арестом в Иркутской тюрьме, где выполнил портреты политических заключенных.
В годы революции создавал огромные панно агитационного содержания, эскизы которых хранятся в картинной галерее г. Днепропетровска. В это же время написал большое количество декораций для оперного театра г. Екатеринослава.
С 1921 г. семья Смирновых поселилась в Москве. Художнику была поручена организация сети школ для детей строительных рабочих. В Москве преподавал с А. М. Васнецовым на постановочном отделении школы-студии им. В. И. Немировича-Данченко при МХАТе. А. М. Васнецов привлек Б. В. Смирнова к творческому изучению столицы, проводившемуся в те годы обществом «Старая Москва».
В годы войны Б. В. Смирнов обращается к теме героического прошлого русского народа. Тогда было создано большое монументальное полотно «Въезд Александра Невского в Псков после Ледового побоища», переданное в музей г. Переславль-Залесского.
Оставил двенадцать тетрадей под общим названием «Мои воспоминания о художниках». В мемуарах Смирнова можно встретить интересные суждения о встречах с такими известными художниками, как К. А. Коровин, А. М. Васнецов, А. Е. Архипов; о юбилее В. Д. Поленова и И. Е. Репина, о В. А. Серове, Н. А. Касаткине, С. В. Малютине.
Молодые годы Б. В. Смирнова прошли на Украине. Поэтому неудивительно, что большое место в его творчестве занимает природа и люди Украины, её история и литература. Более 40 работ художника находятся в Днепропетровском областном краеведческом музее. Будучи уже опытным художником, Б. В. Смирнов создал серию автолитографий «У берегов Днепра». Одним из любимых авторов художника был великий украинский поэт Т. Г. Шевченко. В 1896—1898 гг. была создана серия рисунков памяти поэта: «Портрет Т. Г. Шевченко», «Вид на могилу Т. Г. Шевченко», «Песчаный берег Днепра около Канева» и т. д.
Работы Б. В. Смирнова имеются более чем в пятидесяти музеях России, странах бывшего СССР, в том числе — в Государственной Третьяковской Галерее, Русском Музее, Музее истории и реконструкции Москвы, Государственном Историческом музее.
Умер в 1954 году в Москве; похоронен на Бабушкинском кладбище.

## Галерея
- Серия автолитографий «У берегов Днепра» (Государственная Третьяковская галерея, Русский музей, Государственный музей изобразительных искусств имени А. С. Пушкина)
- «Озеро Ужны», «Валдайское озеро» (Государственная Третьяковская галерея)
- «Ковыльная степь», «Терек в Дарьяльском ущелье», «Украинская ночь» для Московского государственного университета
- Серия графических работ, посвященных памяти великого украинского поэта Т. Г. Шевченко. (Государственный музей Т. Г. Шевченко)
- Работы для проекта общества «Старая Москва» (совместно с А. М. Васнецовым) Музейное объединение «Музей Москвы», Государственный исторический музей.

## Выставки
- Все выставки Объединения художников-реалистов
- Выставка Товарищества передвижников
- Первая передвижная выставка живописи и графики (Москва, 1929)
- Выставка, посвященная двадцатилетию Ленинского комсомола
- Выставка, посвященная двадцатилетию Красной Армии
- Первая персональная выставка (1935)
- Первая выставка акварельной живописи московских художников (1937)
- Персональная выставка (1938)
- Выставка «Пейзажи нашей Родины» (1942)

Посмертные выставки
- Выставка работ. Художественный музей г. Днепропетровска (1956)
- Выставка работ. Москва. (1957) В здании издательства «Просвещение»
- Выставка (1959) В помещении «Учпедгиза» Организаторы: Московское отделение союза художников РСФСР, Государственное учебно-педагогическое издательство Министерства просвещения РСФСР
- Выставка учебных картин по географии (1960)
- Выставки произведений из коллекции Р. М. Вугиной (1974, 1975,1976, 1977)

## Литературная деятельность
- Очерк «В степях Туркестана» 1914 г. Издательство Клюкина.
- Монография «Морфологические проблемы изобразительного языка» 1953—1954 гг.
- Мемуары о русско-японской войне 1904—1905 гг. «Из воспоминаний молодого художника о Японской войне»
- «Мои воспоминания о художниках». Двенадцать тетрадей воспоминаний о встречах с К. А. Коровиным, А. М. Васнецовым, А. Е. Архиповым, о юбилее В. Д. Поленова и И. Е. Репина, о В. А. Серове, Н. А. Касаткине, С. В. Малютине.